# Йерингтън
Йерингтън (на английски: Yerington) е град в окръг Лайън, щата Невада, САЩ. Йерингтън е с население от жители и обща площ от km². Намира се на m надморска височина.